# R.A. Salvatore
R. A. Salvatore (født Robert Anthony Salvatore, 20. januar 1959 i Massachusetts) er en amerikansk forfatter. Han skiftede fra computervidenskab til journalistik i sit første år på Fitchburg State College, efter sigende fordi han havde fået et eksemplar af J.R.R. Tolkiens Ringenes Herre i julegave og forelskede sig i fantasy-genren.
Han fik sit gennembrud som forfatter i 1988, da han skrev The Crystal Shard for forlaget TSR, som havde rettighederne til at udgive romaner sat i Dungeons & Dragons-universet Forgotten Realms.
The Crystal Shard var starten på en trilogi kaldet The Icewind Dale Trilogy; det var den anden romanserie i Forgotten Realms-universet og opnåede så høj popularitet (den sidste i trilogien, The Halfling's Gem, opnåede at blive en New York Times Bestseller at Salvatore kunne slå sig ned som professionel fiktionsforfatter i 1990. Siden da er det blevet til mange flere fantasybøger, især i Forgotten Realms-universet, og Salvatore vedbliver at være en af de bedst sælgende fantasyforfattere i USA.